# Lingen (Ölfeld)

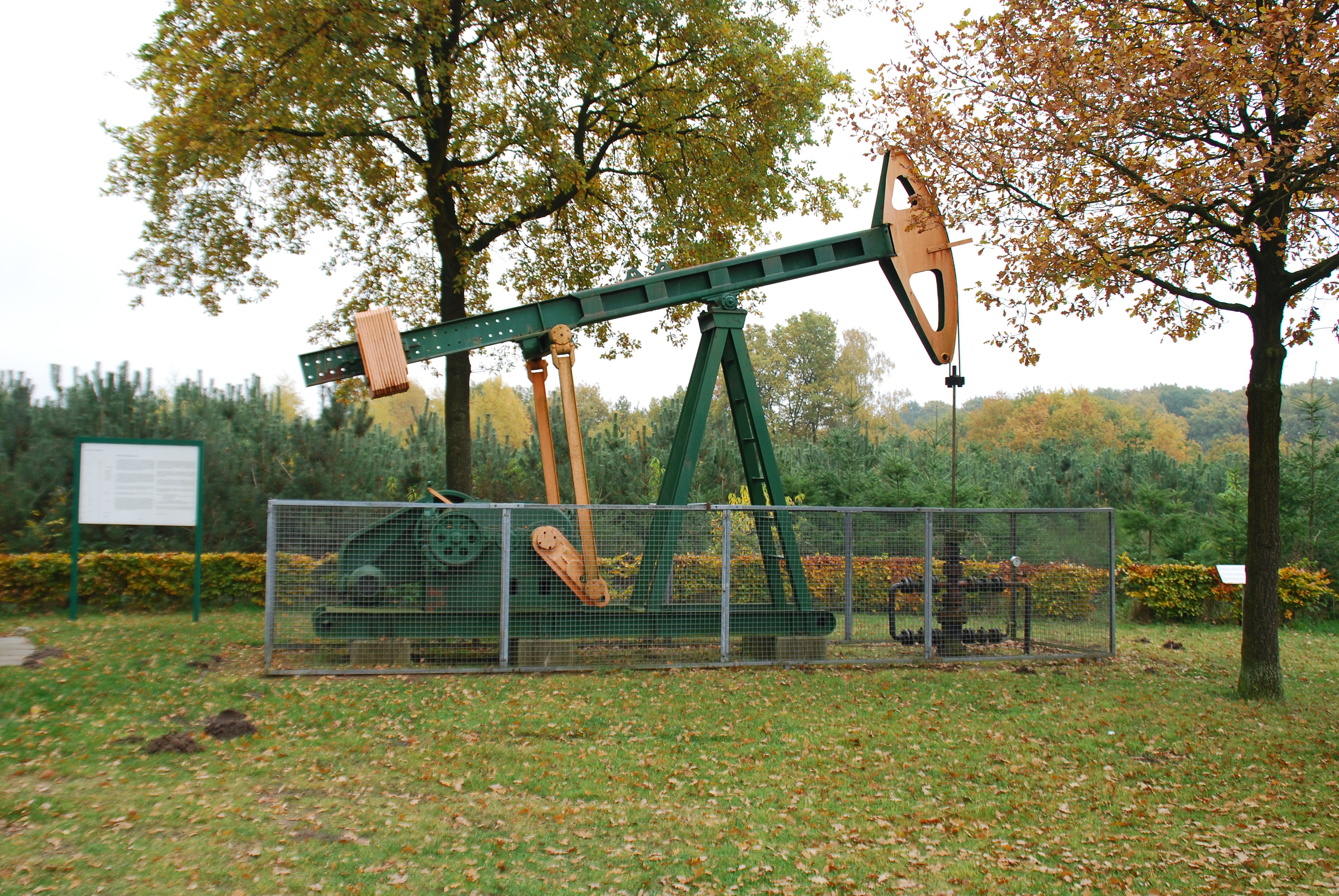
Pferdekopfpumpe als Denkmal im ehemaligen Ölfeld

Das Ölfeld Lingen ist ein circa 10 km² großes ehemaliges niedersächsisches Ölfördergebiet in der Nähe des Ortes Dalum. Häufig wird das Ölfeld auch Dalum oder Lingen-Dalum genannt. Die Ölförderung begann hier 1942 und endete 1997 mit der Verwässerung des Fördergebietes. Insgesamt wurden über 2,4 Millionen Tonnen Erdöl aus dem Feld gewonnen und in der nahen Erdöl-Raffinerie Emsland verarbeitet. Die Bohrung Lingen 2 des Ölfeldes war die erste Bohrung, die im Emsland auf Erdöl traf und den späteren Ölboom im Emsland auslöste.

## Das Ölfeld
Die Erkundung des Ölfeldes Lingen begann 1937 mit der Ermittlung eines Kurzzeitgebietes mittels Reflexionsseismik. Nachdem das Gebiet näher eingegrenzt worden war, begann man 1940 mit der Niederbringung eines Bohrloches Lingen 1, welches aber die Lagerstätte leicht verfehlte und bei 1456 m in die verwässerte Randzone stieß.
Erst das Bohrloch Lingen 2 westlich der Ems gelegen brachte 1942 den Beweis eines Erdölvorkommens. Am 23. März 1942 konnte die erste Tonne Öl aus der fertiggestellten Bohrung gefördert werden, im September desselben Jahres begann die regelmäßige Förderung. In der ersten Zeit wurde das Öl in unterirdischen Leitungen zu Sammelbehältern geführt und regelmäßig durch Tankwagen abgeholt. Das bei Bedarf gereinigte Öl wurde zum Bahnhof Lingen gefahren und hier auf Kesselwagen verladen, die es zur Raffinerie Misburg brachten.
Ab 1943 konnte das Öl durch eine Pipeline zum Bahnhof in Osterbrock gepumpt werden, wo es in einem Tank gelagert wurde und nun von hier aus in Kesselwagen verladen werden konnte. Nach Kriegsende wurden bald wieder Kesselwagen mit Rohöl zur Weiterverarbeitung ins Ruhrgebiet geschickt. Vom Herbst 1947 an konnten Schiffe an der ehemaligen Schleusenanlage verladen werden, von hier aus verließen mehr als tausend Schiffe mit Rohöl den Ölhafen nach Misburg.
Nachdem 1953 die Erdöl-Raffinerie Emsland nur wenige Kilometer entfernt in Betrieb gegangen war, konnte hier nun das gesamte Rohöl per Pipeline vor Ort verarbeitet werden.
Das Feld erreichte 1952 sein Fördermaximum. 1997 wurde dann entschieden, aufgrund des niedrigen Ölpreises und der nur noch geringen Fördermenge das Feld zu schließen. Ähnlich erging es zu dieser Zeit weiteren Fördergebieten in der Region, wie dem Feld Schoonebeek.
Nach der Stilllegung wurden die Bohrlöcher verfüllt und die Gebäude und Leitungen demontiert. Heute ist außer einem Denkmal nichts mehr zu finden.

## Förderung
| Jahr | Förderung in Tonnen |
| ---- | ------------------- |
| 1945 | 16.255              |
| 1950 | 74.461              |
| 1953 | 138.000             |
| 1955 | 121.100             |
| 1960 | 87.119              |
| 1965 | 46.747              |
| 1970 | 33.055              |
| 1974 | 27.000              |
| 1975 | 23.834              |
| 1984 | 17.400              |

Die Gesamtförderung belief sich auf:
- 2,4 Mill. Tonnen Erdöl
- 598 Mill. m³ Gas
- 1,7 Mill. m³ Lagerstättenwasser

Insgesamt wurden 340 Bohrungen niedergebracht, davon 40 auf dem Gebiet der Gemeinde Geeste, mit insgesamt 370.000 Bohrmetern.